# Interstate 380 (Kalifornien)
Die Interstate 380 (kurz I-380) ist ein kurzer Interstate Highway in der San Francisco Bay Area im nördlichen Kalifornien, die die Interstate 280 in San Bruno mit dem U.S. Highway 101 in der Nähe des San Francisco International Airport verbindet.
Der Highway wurde früher als Portola Freeway nach dem spanischen Entdecker Gaspar de Portolà benannt. Heute ist er außerdem als Quentin L. Kopp Freeway nach dem prominenten State Senator Quentin Lewis Kopp bekannt.
Die Strecke ist Teil des California Freeway and Expressway System.